# Okrug Tauragė
Okrug Tauragė (litavski: Tauragės apskritis) je jedan od deset okruga u Litvi. Središte okruga je grad Tauragė. Dana 1. srpnja 2010. okružna uprava je ukinuta, a od tog datuma, Okrug Tauragė ostaje teritorijalna i statistička jedinica.

## Zemljopis
Okrug Tauragė nalazi se na zapadu zemlje, na jugu graniči s ruskom eksklavom Kalinjingradom. Susjedni okruzi su Klaipėda na zapadu, Telšiaj na sjeveru, Šiauliai na sjeveroistoku, Kaunas na istoku i Marijampolė na jugu.

## Općine
Okrug Tauragė je podjeljen na četiri općine.
- Općina Jurbarkas
- Općina Pagėgiai
- Općina Šilalė
- Općina Tauragė

## Vanjske poveznice
- Službene stranice okruga